# 리처드 벤저민
리처드 벤저민(영어: Richard Benjamin, 1938년 5월 22일 ~ )은 미국의 영화 감독, 배우이다.
뉴욕에서 태어났다.

## 영화
- 리틀 씽 콜 머더 (2006년)
- 키핑 업 위드 더 스타인스 (2006년) - 라비 슐버그 역
- 힙합 X (2003년) - 벤 역
- 난폭한 여의사 (2001년)
- 투어리스트 트랩 (1998년)
- 펜타곤 워 (1998년)
- 해리 파괴하기 (1997년)
- 사랑이라면 이들처럼 (1996년)
- 밀크 머니 (1994년)
- 메이드 인 아메리카 (1993년)
- 다운타운 (1990년)
- 귀여운 바람둥이 (1990년)
- KGB의 아들 (1988년)
- 새엄마는 외계인 (1988년)
- 머니 핏 (1986년)
- 젊음의 초상 (1984년)
- 시티 히트 (1984년)
- 게리의 선택 (1983년)
- 아름다운 날들 (1982년)
- 14일의 토요일 (1981년)
- 더 라스트 메리드 커플 인 아메리카 (1980년) - 마브 쿠퍼 역
- 퍼스트 패밀리(영어판) (1980년)
- 드라큐라 도시로 가다 (1979년)
- 하우스 콜 (1978년)
- 선샤인 보이 (1975년)
- 이색지대 (1973년) - 피터 마틴 역
- 쉴라호의 수수께끼 (1973년)
- 미친 주부의 일기 (1970년)
- 캐치 22 (1970년)
- 데이빗 프로스트 쇼 (1969년)
- 굿바이 컬럼버스 (1969년) - 닐 클러그맨 역